# Reuben L. Haskell

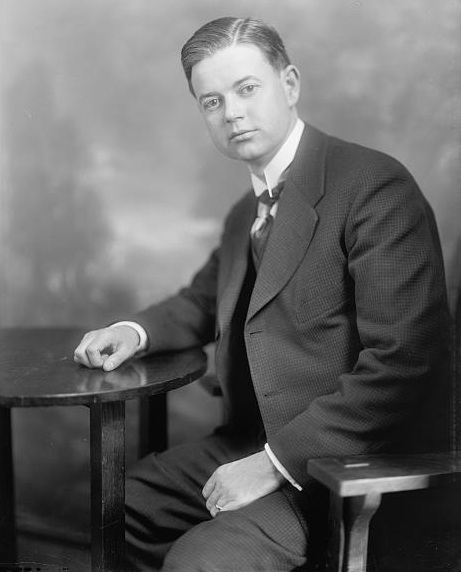
Reuben L. Haskell

Reuben Locke Haskell (* 5. Oktober 1878 in Brooklyn, New York; † 2. Oktober 1971 in Westwood, New Jersey) war ein US-amerikanischer Jurist und Politiker. Zwischen 1914 und 1919 vertrat er den Bundesstaat New York im US-Repräsentantenhaus.

## Werdegang
Reuben Locke Haskell wurde während der Präsidentschaft von Rutherford B. Hayes in der damals noch eigenständigen Stadt Brooklyn geboren und wuchs dort auf. 1894 graduierte er an der Hempstead High School auf Long Island. Er besuchte in den Jahren 1894 und 1895 die Ithaca High School, in den Jahren 1896 und 1897 die New York City Law School und 1898 die Cornell University in Ithaca, welche er mit einem Bachelor of Laws wieder verließ. Seine Zulassung als Anwalt erhielt er 1899 und begann dann in New York City zu praktizieren. Während des Spanisch-Amerikanischen Krieges diente er im 22. Regiment der New York Volunteers. Zwischen 1899 und 1902 war er in den Kompanien I und G des 13. Regiment der Nationalgarde von New York, wo er im Laufe der Zeit vom Private zum Sergeant aufstieg. Politisch gehörte er der Republikanischen Partei an. Haskell nahm in den Jahren 1908 und 1920 als Delegierter an den Republican National Conventions teil. Er arbeitete in den Jahren 1908 und 1909 als Counsel für den Stadtschreiber von Kings County. Zwischen 1910 und 1913 war er als Secretary im Borough von Brooklyn tätig und zwischen 1913 und 1915 als Deputy Commissioner für Public Works im Borough von Brooklyn. Er war zwischen 1907 und 1913 sowie zwischen 1914 und 1919 Mitglied im Republican State Committee.
1912 kandidierte er erfolglos für den 63. Kongress. Bei den Kongresswahlen des Jahres 1914 für den 64. Kongress wurde er im zehnten Wahlbezirk von New York in das US-Repräsentantenhaus in Washington, D.C. gewählt, wo er am 4. März 1915 die Nachfolge von Herman A. Metz antrat. Er wurde zwei Mal in Folge wiedergewählt, trat allerdings am 31. Dezember 1919 von seinem Sitz zurück. Als Kongressabgeordneter hatte er den Vorsitz über das Committee on Expenditures im Marineministerium (66. Kongress).
Zwischen 1920 und 1925 war er Richter am Kings County Court. Bei seiner Wiederwahlkandidatur für diesen Posten erlitt eine Niederlage. Danach ging er in New York City wieder seiner Tätigkeit als Anwalt nach. Zwischen 1932 und 1942 war er Transit Commissioner in New York. Er verstarb am 2. Oktober 1971 in Westwood und wurde dann auf dem Mt. Repose Cemetery in Haverstraw beigesetzt.